# Élosulfase alfa
L'élosulfase alfa est une version recombinante de l'enzyme N-acétylgalactosamine-6-sulfatase (en).

## Autorisation de mise sur le marché
Elle a été commercialisée  par BioMarin Pharmaceutical sous le nom de Vimizim pour le traitement du syndrome de Morquio A ou mucopolysaccharidose de type IV A qui est causée par une déficience de cette N-acétylgalactosamine-6-sulfatase.
Elle a été approuvée en vue d'une utilisation thérapeutique aux États-Unis par la Food and Drug Administration en 2014 et en France le 1er octobre 2014.